# Gare de Saint-Gilles-Croix-de-Vie
Pour les articles homonymes, voir Gare de Croix.
Ne doit pas être confondu avec Gare de Saint-Gilles ou Gare de Saint-Gilles-lez-Termonde.
La gare de Saint-Gilles-Croix-de-Vie est une gare ferroviaire française de la ligne de Commequiers à Saint-Gilles-Croix-de-Vie, située sur le territoire de la commune de Saint-Gilles-Croix-de-Vie, dans le département de la Vendée, en région Pays de la Loire.
C'est une gare de la Société nationale des chemins de fer français (SNCF), desservie par des trains express régionaux du réseau TER Pays de la Loire circulant entre les gares de Nantes et de Saint-Gilles-Croix-de-Vie.

## Situation ferroviaire

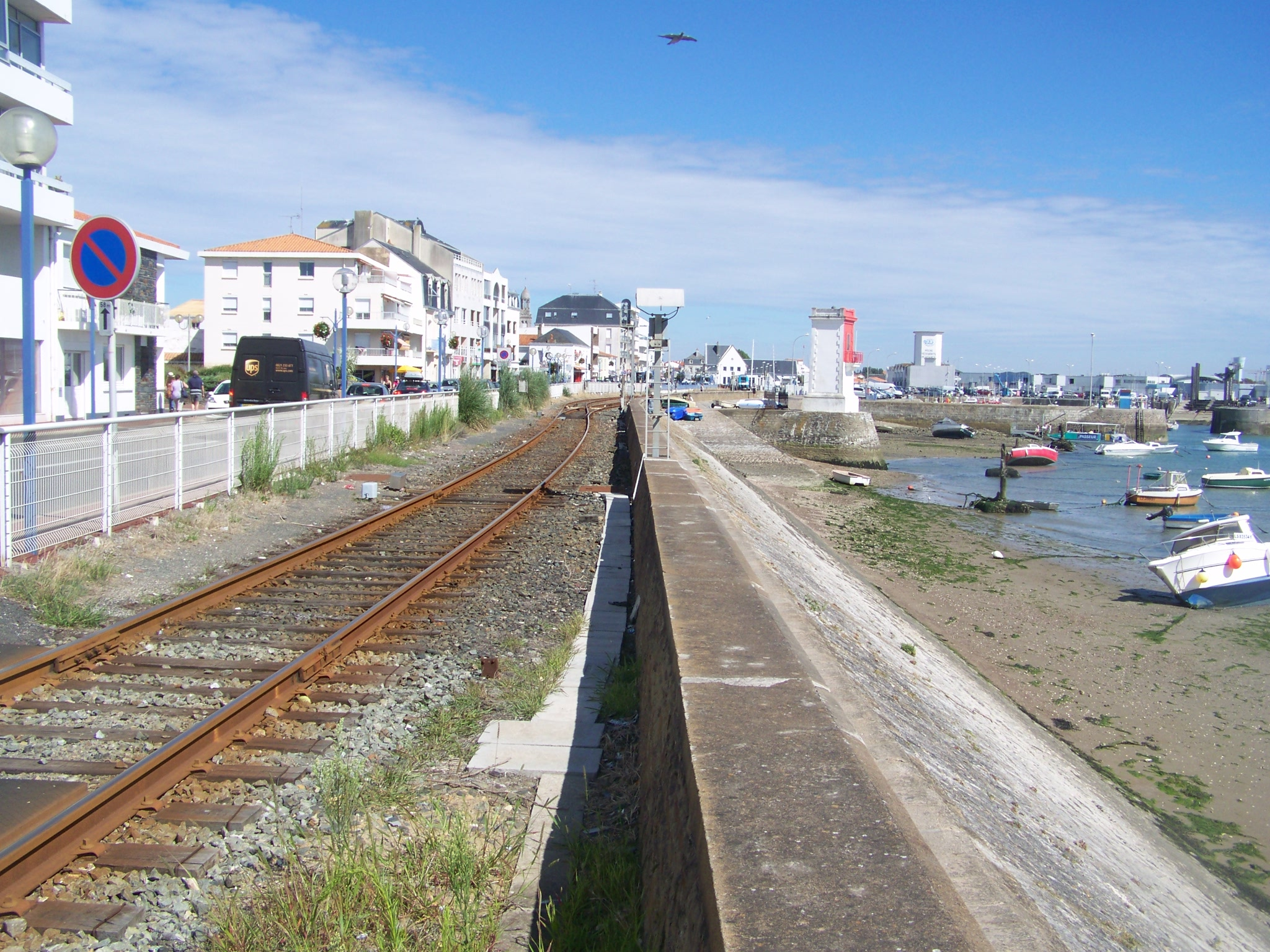
L'arrivée de la ligne par le port. Le bâtiment voyageurs est au fond.

Établie à 5 m d'altitude, la gare terminus de Saint-Gilles-Croix-de-Vie est située au point kilométrique (PK) 12,715 de la ligne de Commequiers à Saint-Gilles-Croix-de-Vie. Cette courte antenne, embranchement de la ligne de Nantes-État à La Roche-sur-Yon par Sainte-Pazanne a été modifiée, au début des années 1980, elle ne passe plus par l'ancienne gare de Commequiers mais par un raccordement direct qui permet de gagner du temps en évitant un rebroussement. La gare de Notre-Dame-de-Riez étant également fermée, seule la gare de Saint-Hilaire-de-Riez précède celle de Saint-Gilles-Croix-de-Vie.

## Histoire
Un temps envisagé du côté de Saint-Gilles-sur-Vie, la première gare du terminus de Croix-de-Vie, est ouverte le 17 octobre 1881. Elle est bâtie à l'emplacement d'une vasière remblayée à la place du premier bassin de l'actuel port de pêche, notamment pour acheminer les cargaisons de poissons vers Nantes.
La gare reçoit le nom de « Saint-Gilles – Croix-de-Vie » quatre ans après sa construction en 1885. En 1935 elle est déplacée notamment pour disposer d'un bâtiment voyageur plus spacieux et devient gare « Croix-de-Vie–Saint-Gilles » après les travaux que Saint-Gilles-sur-Vie choisit de ne pas financer.
Elle est fermée pendant la Seconde Guerre mondiale, puis fermée à nouveau à partir de 1970 en hiver avec le déclin de fréquentation notamment due au temps de parcours de Nantes à Croix-de-Vie qui est de 2 h 5.
En 1982, la relation de Nantes à Saint-Gilles-Croix-de-Vie est ouverte à nouveau à l'année et la gare est renommée « Saint-Gilles-Croix-de-Vie » en 1985, soit dix-huit ans après la fusion des communes de Croix-de-Vie et de Saint-Gilles-sur-Vie,,.

## Service des voyageurs

### Accueil
Elle dispose d'un bâtiment voyageurs, avec un guichet SNCF, ouvert tous les jours. Elle est équipée d'automates pour la vente des titres de transport TER.
Depuis la 2e phase de rénovation de la ligne venant de Nantes, en juillet 2015, les quais de gare ont été refaits afin d'améliorer l'accessibilité aux personnes handicapées.
En 2017, la gare a accueilli 105 615 voyageurs, après un nombre de 93 194 voyageurs en 2016. En 2012, la gare avait accueilli 102 468 voyageurs.

### Desserte

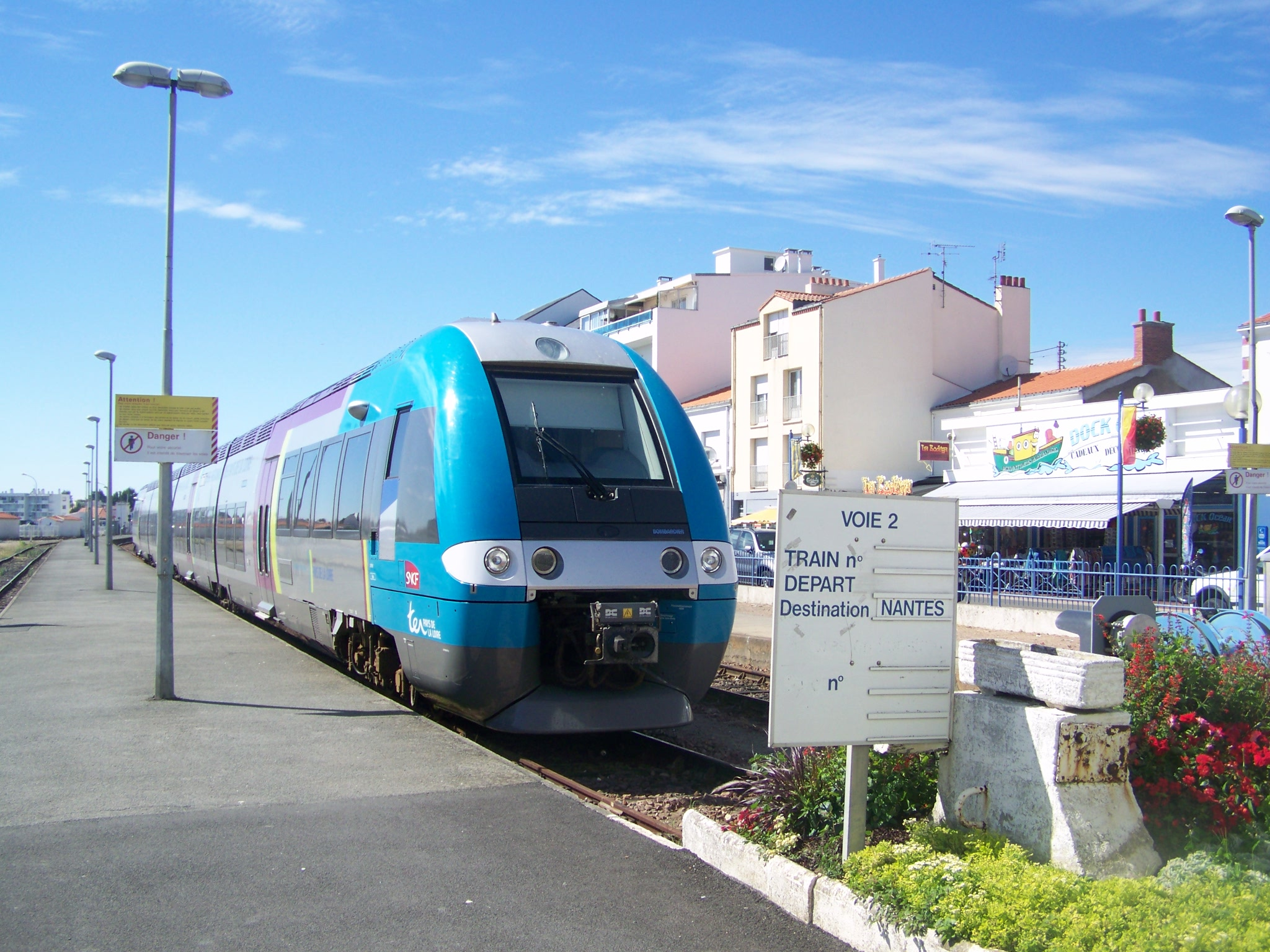
TER Pays de la Loire pour Nantes à quai.

Saint-Gilles-Croix-de-Vie est desservie par des trains TER Pays de la Loire qui circulent sur la relation de Nantes à Saint-Gilles-Croix-de-Vie.
Cependant, du 1er septembre 2014 au 4 juillet 2015, la desserte ferroviaire de la gare est suspendue pour permettre la 2e phase de rénovation de la ligne Nantes - Saint-Gilles-Croix-de-Vie. Durant cette période, la desserte de la gare n'est plus effectuée que par autocar en correspondance avec des TER en gare de Sainte-Pazanne ou directement jusqu'à Nantes. Ces travaux sont prolongés de deux mois en raison de malfaçons électriques sur la signalisation ferroviaire et les passages à niveau, liées à une faiblesse du pilotage du chantier.

### Intermodalité
Des aires de stationnement pour les véhicules sont aménagées à ses abords.
Correspondances avec les bus Aléop et les Gillobus, le réseau de transport en commun de Saint-Gilles-Croix-de-Vie.

## Au cinéma
La gare (entre autres lieux gillocruciens) a été utilisée en 2012 par le tournage du film Lulu femme nue, avec l'actrice Karin Viard dans le rôle de Lulu. Cette dernière y rate le train.